# Kanton Angoulême-Est
Angoulême-Est is een voormalig  kanton van het Franse departement Charente. Het kanton maakte deel uit van het arrondissement Angoulême. Het werd opgeheven bij decreet van 20 februari 2014, met uitwerking op 22 maart 2015.
Het kanton omvatte uitsluitend een deel van de gemeente Angoulême.